# Dendrocerus koyamae
Dendrocerus koyamae är en stekelart som först beskrevs av Ishii 1951.  Dendrocerus koyamae ingår i släktet Dendrocerus och familjen trefåresteklar. Inga underarter finns listade i Catalogue of Life.